# Yanagi Sōetsu
Yanagi Sōetsu (柳 宗悦, 21 de març 1889 – 3 de maig 1961), també conegut com a Yanagi Muneyoshi, va ser un filòsof, escriptor i col·leccionista japonès, fundador del moviment mingei (Moviment de les Arts Populars), membre destacat del grup Shirakabaha (Bedoll blanc).
És sobretot conegut per la seva feina de revisió de l'art popular de Corea i del Japó. Yanagi va ocupar una posició única dins l'escena intel·lectual i artística del Japó durant la primera meitat del segle xx. No era ni un artista ni un historiador de l'art en un sentit acadèmic, sinó que més aviat podria ser descrit com un “pensador especialitzat en estètica i filosofia religiosa". 
El seu fill, Sori Yanagi, va ser un reconegut dissenyador industrial que va tenir relació amb Charlotte Perriand quan aquesta va fer les seves estades al Japó.

## Biografia
El 1914, gràcies als germans Asakawa Noritaka i Takumi, Yanagi descobreix les ceràmiques de la dinastia Joseon. La peculiar bellesa de les seves formes provoquen en el filòsof un enorme interès. Això l'incita a fer el seu primer viatge a Corea, el 1916, encuriosit per l'artesania d'aquell país. Aquest viatge el va portar a fundar el Museu d'Artesania Popular de Corea a Seül, el 1924, i a l'encunyament del terme mingei, creat per ell mateix i pels ceramistes Hamada Shōji (1894-1978) i Kawai Kanjirō (1890-1966). Entre els anys 20 i 30, Japó passava per un moment de vertiginosa occidentalització, industrialització i creixement urbà. El moviment mingei es considera com una reacció a aquesta ràpida modernització.

## Museu de les Arts Populars del Japó
El 1926, el Moviment de les Arts Populars va ser presentat formalment. Yanagi començà a interessar-se també per l'artesania del seu propi país i, a poc a poc, va anar recuperant objectes artesanals utilitzats per la gent més humil dels períodes Edo i Meiji. El primer objecte que va atreure Yanagi va ser una escultura de Buddha del període Edo anomenada Mokujiki. Mentre viatjava per l'interior del Japó investigant sobre les representacions populars de Buddha, va poder apreciar la humil bellesa dels d'aquells objectes realitzats per artesans anònims.
Yanagi es va dedicar a difondre la filosofia mingei i a donar a conèixer les artesanies procedents de les diferents regions del Japó. El 1936, en fundar-se el Museu d'Artesania Popular del Japó (Nihon Mingeikan), Yanagi en va ser nomenat director.
Des de la seva posició al museu, Yanagi va emprendre diverses activitats, com ara viatjar a Tohoku, Kyushu o Okinawa per a investigar i col·leccionar objectes artesanals, comissariar exposicions sobre l'artesanies Joseon o Otsu-e, presentar artesanies de les tribus Ainu i de Taiwan, replantejar la cerimònia del te o difondre les estètiques budistes.
La sala principal del museu va ser dissenyada pel mateix Soetsu Yanagi i va ser catalogada com a Propietat Cultural Tangible del Japó el 1999. És un edifici construït en fusta i pedra volcànica Oya.